# 國學院大學神道文化学部・大学院文学研究科神道学・宗教学専攻
國學院大學神道文化学部（こくがくいんだいがくしんとうぶんかがくぶ）は、國學院大学に置かれている学部のひとつ。神道を中心とする日本の諸文化、国内外の諸宗教・文化を教育研究する。神職課程や神道文化学部生のみ対象の明階総合課程、神職養成講習会、専攻科として神道学専攻科が、別科として神道学専修一類・二類があり、神職はこうした課程・機関で養成される。また関連大学院は同大学大学院文学研究科に神道学・宗教学専攻が設置されており、博士前期課程修了の場合修士（神道学）、博士後期課程修了の場合は博士（神道学）の学位を日本で唯一授与されるほか、神職課程を設置している。
神道文化学部は國學院大學のみが設置している。神道系大学は國學院大學と皇學館大学が存在するが、皇學館大学は文学部に神道学科として設置している。
学科は神道文化学科の1学科に神道文化コースと宗教文化コースが設けられている。
同学部はフレックス制度を導入して夜間にも開講しており、フレックスA（夜間主）は「フレックス奨学金制度」と「神社実習生制度」「神職子女奨学金」や神社界からの奨学金など経済的負担の考慮もなされている。
卒業後には神社本庁の神職資格（階位）が授与される履修カリキュラムが開設されている。
入学者は神道を信仰する者に限定されない。学生の半数近くは神職子弟（社家）以外の出身で、皇學館大学の神道学科でも約7割が一般家庭出身である。
教員や教員経験者には岡田莊司、大原康男、石井研士、茂木貞純、武田秀章、藤本頼生、薗田稔、井上順孝、黒崎浩行、安蘇谷正彦、齊藤智朗、笹生衛、松本久史ら。著名な卒業生には相川七瀬、賀集利樹、平祐奈、大本眞基子、仙田賢太郎など。國學院大學の人物一覧も参照。
神道・宗教推薦や神職養成機関推薦などの入試制度が設けられている。ほかに院友子弟等特別選考入試を行っており、条件は國學院大學院友会の会員（本学〈大学院・専攻科・別科・幼児教育専門学校 等を含む〉の卒業・修了者、または本学・法人・姉妹法人の現職専任教職員 など）の二親等以内の親族(配偶者・姻族含む)であることとしている。

## 沿革
1882年に國學院大學の母体となる、神職養成と古典研究のための教育機関として創立された皇典講究所が創設され、初代所長、山田顕義の尽力あって皇典講究所に國學院が開校。
1906年に私立國學院大學に改組。皇典講究所は内務省の委託を受けて神職養成を行っていた。
1946年に皇典講究所が解散。合併によって神社本庁となり、財団法人國學院大學（学校法人國學院大學の前身）を設立。私立國學院大學は同法人が経営する國學院大學として再発足。
1948年に文学部が設置され、同学部に神道学科が置かれる。
2002年に創立120周年を機に策定された21世紀研究教育計画をもとに学部を改組・拡充。神道文化学部が創設された。

## 神道文化学部が置く学科
- 神道文化学科：神道文化コースと宗教文化コース